# Kornhauser
Kornhauser je priimek v Sloveniji, ki ga je po podatkih Statističnega urada Republike Slovenije na dan 1. januarja 2010 uporabljalo 15 oseb.

## Znani nosilci priimka
- Aleksandra Kornhauser Frazer (1926—2020), kemičarka, univ. profesorica, diplomatka, političarka, svetovna akademičarka
- Drago Kornhauser, urednik Slovenije pred 2. sv.v.
- Lilijana Kornhauser Cerar (*1958), zdravnica pediatrinja
- Pavle Kornhauser (1924—2015), zdravnik pediater, publicist, glasbenik, pianist